# Hösbach
Hösbach là một xã và phố thị nằm ở huyện Aschaffenburg, thuộc Regierungsbezirk Unterfranken, bang Bayern, Đức. Nơi đây có dân số khoảng 13.000 người (2020).